# Splatterhouse
Splatterhouse (яп. スプラッターハウス, Супуратта: Хаусу) — гра жанру beat 'em up, розроблена і випущена компанією Namco Bandai Games 26 листопада 2010 року для ігрових консолей PlayStation 3 та Xbox 360. Є рімейком оригінального Splatterhouse, який вийшов в 1988 році. Разом з грою, як бонус додається оригінальна трилогія Splatterhouse.

## Ігровий процес
Ігровий процес Splatterhouse орієнтований на боротьбі Ріка з різними монстрами в рукопашному бою або з допомогою зброї. У грі безліч комбо-ударів, і присутня система прокачування. Головний герой може втратити кінцівки, але вони виростають з часом назад, і можуть бути використані в бою. Під час проходження гри потрібно збирати аудіозаписи, фотографії та відкривати сторінки щоденника Генрі Веста.

## Сюжет
Дженніфер Вілліс разом зі своїм хлопцем Ріком Тейлором завітали до будинку доктора Генрі Веста, фахівця в галузі некрології, щоб взяти у нього інтерв'ю. Під час цього Рік хотів освідчитися Дженніфер. Але через кілька хвилин після прибуття, на пару нападає доктор Вест зі своїми демонами. Вони схопили Дженніфер, а Ріка відкинули геть, завдавши смертельне поранення і залишивши його помирати в калюжі власної крові. Але перед падінням Рік перекинув саркофаг, з якого випала Маска Жаху (англ. Terror Mask). Маска почала говорити з вмираючим Ріком, просити аби він надів її, тому що це «врятує і Ріка, і Дженні». Рік одягає маску та перетворюється на велику людиноподібну істоту, здатну харчуватися кров'ю інших.
Рік йде слідом за Вестом та Дженні через інші виміри. Там він дізнається про плани доктора - принести Дженні в жертву темному божеству, відомому як «Пошкоджений» (англ. Corrupted), так як Вест вважає, що з його допомогою він воскресить свою кохану - Леонору, яка має зовнішню схожість з Дженні. Насправді Спотворений хоче захопити світ.
Пробираючись через монстрів та мутантів Веста, Рік встигнув врятувати Дженніфер. Але в останній момент доктор визволив одного з духів Пошкодженого, який матеріалізується в гігантську істоту, зібрану з трупів монстрів, яких вбив Рік. Рік знищує чудовисько, але безтілесний демон вселяється в Дженні. Рік намагається зняти Маску, але навіть з його силою це не вдається, тому що Маска здогадується про одержимість Дженніфер. Рік обіймає Дженні. Вона відкриває очі, які виявляються повністю чорними. Гравцям демонструють логотип гри, на тлі якого лунає диявольський сміх.

## Цікаві факти
- При знаходженні першої двостволки, поруч лежатиме труп. При огляді можна помітити, що в нього немає кисті правої руки та одягнений він в подерту синю сорочку. Це посилання на Еша Вільямса, головного героя фільмів та ігор "Зловісні мерці".